# Чень Юнь
Чень Юнь (кит.: 陳雲; 13 червня 1905 — 10 квітня 1995) — китайський революційний лідер, один із найвпливовіших лідерів Китайської Народної Республіки під час 1980-х і 1990-х років і один із головних архітекторів і важливих політиків у період реформ і відкритості, поряд з Ден Сяопіном. Також був відомий як Ляо Ченьюнь (廖陈云), оскільки він взяв прізвище свого дядька (Ляо Венгуан; 廖文光), коли був усиновлений ним після смерті батьків.
Чень був головним політичним діячем Комуністичної партії Китаю (КПК) до створення КНР, уперше увійшов до ЦК КПК у 1931 році та до Політбюро у 1934 році. У 1937 році очолив організаційний відділ КПК і став одним із членів КПК, близьких радників лідера Мао Цзедуна. Відіграв важливу роль у русі виправлення Яньань у 1942 році, і того року почав відповідати за економічні питання, а з 1949 року очолив Центральну фінансово-економічну комісію.